# Jan Nowak (alpinista)
Jan Nowak (ur. w 1957, zm. 31 sierpnia 1988 na stokach Bhagirathi II w Indiach) – polski taternik i himalaista, z wykształcenia inżynier metalurg.

## Życiorys

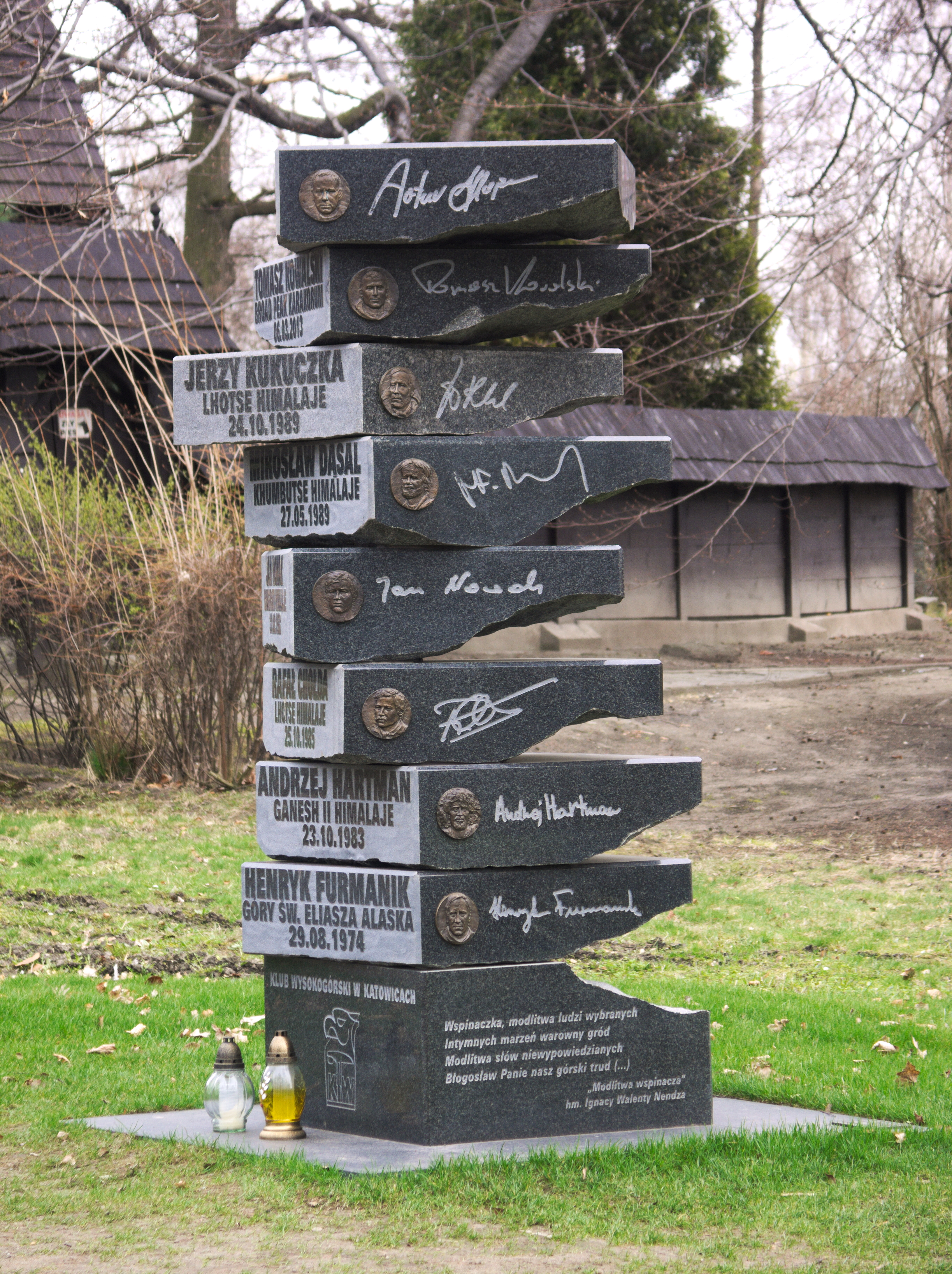
Pomnik Alpinistów w Katowicach

Był członkiem Akademickiego Klubu Alpinistycznego w Katowicach oraz wiceprezesem katowickiego Klubu Wysokogórskiego. Wspinał się na Jurze Krakowsko-Częstochowskiej oraz w Tatrach (zimowe przejścia na Kazalnicy Mięguszowieckiej, Mięguszowieckim Szczycie oraz Mnichu). Poza granicami kraju wspinał się w Alpach (droga Directe Americane na Petit Dru 3754 m n.p.m. w 1986 r.), Dolomitach oraz Pamirze (wyprawa na Ganesh II 7118 m n.p.m.) oraz w dolinie Yosemite w Stanach Zjednoczonych (drogi: Zodiac na El Capitan 2307 m n.p.m. oraz Regular Route na Half Dome 2693 m n.p.m. w 1987 r.). Był członkiem wyprawy na południową ścianę Lhotse, zorganizowanej w 1985 roku pod kierownictwem Janusza Majera.

Zginął 31 sierpnia 1988 roku podczas wyprawy na Bhagirathi II (6512 m n.p.m.) w Himalajach kierowanej przez Krzysztofa Wielickiego. Przyczyną śmierci było uderzenie spadającym odłamkiem skalnym. Jego nazwisko zostało umieszczone na Pomniku Alpinistów w Katowicach, odsłoniętym 28 października 2015 roku.